# Paul Alexis
Pour les articles homonymes, voir Alexis.
 (20 mars 2018).

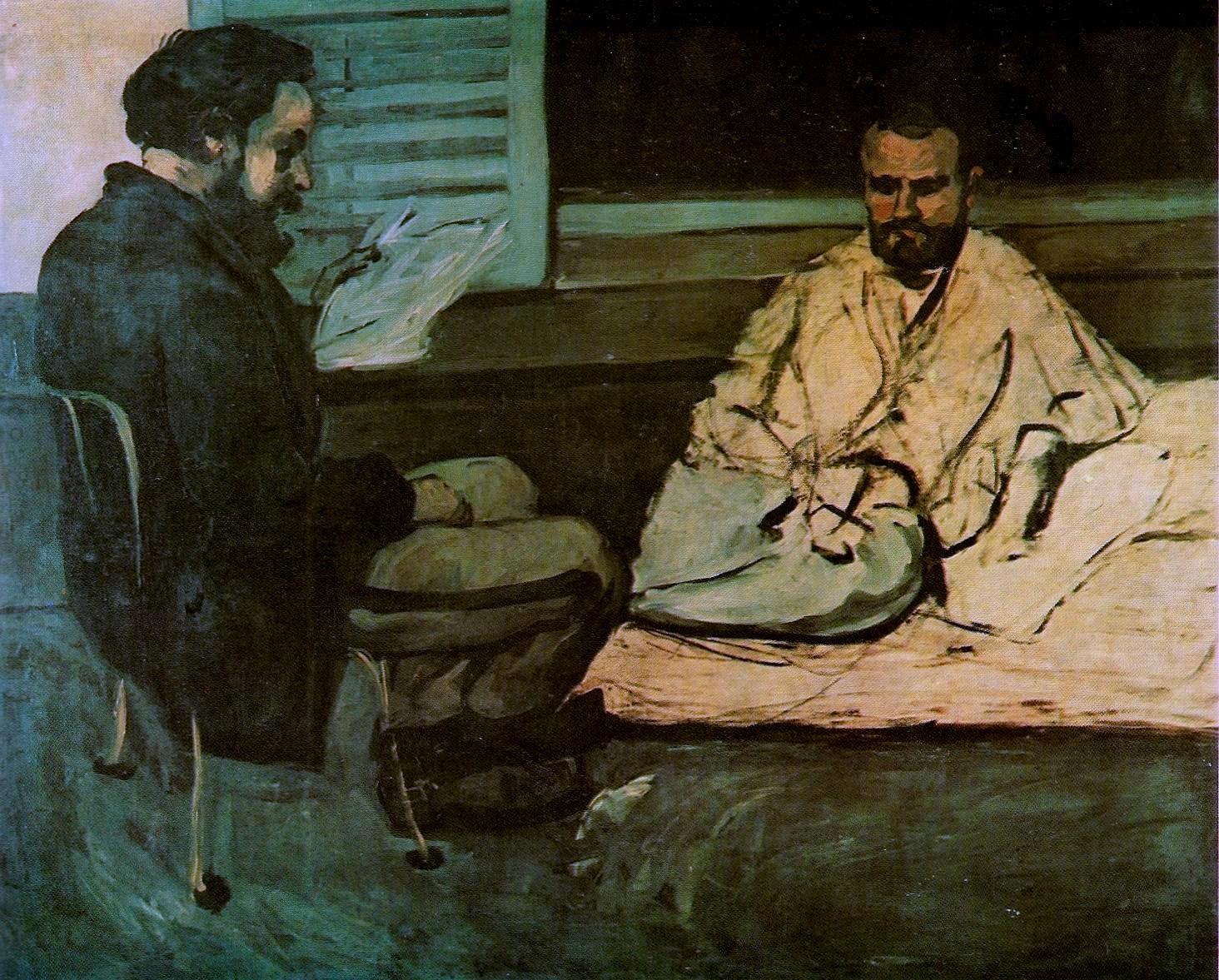
Paul Alexis lisant à Émile Zola, tableau de Paul Cézanne, vers 1869-70.

Antoine Joseph Paul Alexis, né à Aix-en-Provence le 16 juin 1847 et mort à Levallois-Perret le 28 juillet 1901, est un journaliste, romancier, auteur dramatique et critique d'art français.

## Biographie
Après avoir fait des études de droit à Aix-en-Provence, il s'installe en 1869 à Paris où il devient intime de Zola et de sa famille. Il collabore à de nombreux journaux, parmi lesquels L'Avenir national, La Cloche, Le Corsaire, Le Cri du peuple (sous le pseudonyme de Trublot), Gil Blas, Le Journal, La Réforme, Le Récueil, Le Voltaire. Il est l'auteur de romans dont Madame Meuriot et de nouvelles dont La Comtesse dans le style naturaliste, ainsi que de pièces de théâtre, dont certaines écrites en collaboration avec Oscar Méténier.
Avec J.-K. Huysmans, Henry Céard, Guy de Maupassant, Léon Hennique et Émile Zola, il fait partie du « groupe des six » à l'origine des Soirées de Médan parues en 1880. Maupassant écrit :

« Nous nous trouvions réunis, l'été, chez Zola, dans sa propriété de Médan. Pendant les longues digestions des longs repas (car nous sommes tous gourmands et gourmets, et Zola mange à lui seul comme trois romanciers ordinaires), nous causions. Il nous racontait ses futurs romans, ses idées littéraires, ses opinions sur toutes choses. Certains jours on pêchait à la ligne. Hennique alors se distinguait, au grand désespoir de Zola, qui n'attrapait que des savates. Moi, je restais étendu dans la barque la Nana, ou bien je me baignais pendant des heures, tandis que Paul Alexis rôdait avec des idées grivoises, que Huysmans fumait des cigarettes, et que Céard s'embêtait, trouvant stupide la campagne. »

Pendant la Commune de Paris, Paul Alexis fut garde au 225e bataillon fédéré, puis lieutenant au 225e bataillon, et le 9e conseil de guerre le condamna par contumace, le 29 janvier 1873, à la déportation dans une enceinte fortifiée ; lorsqu’il purgea sa contumace il fut acquitté par le 3e conseil, le 5 mai 1875[réf. nécessaire]
Paul Alexis était fervent admirateur de Flaubert et grand ami des peintres : de Seurat, de Renoir qui était son voisin au château des brouillards rue Girardon à Montmartre, l'une de ses filles Paule figure dans plusieurs toiles du maître dont « la famille » ou « départ de la promenade » du musée Barnes, de Paul Cézanne dont le pére racheta la banque de son oncle Félix Alexis, de Paul Signac, d'Édouard Manet qu'il soutient dans son article de l'avenir national de 1873. Fils d'une famille de notaire noble aixoise établie cour Mirabeau en face de la chapellerie Cézanne, dont il était proche, petit-fils du maire d'Aix-en-Provence Mottet, cousins des Castellan, du général de Lavalette marié à marie Alexis (qui intervient en sa faveur lors des barricades de Paris) et des peintres José Silbert  par les Goyrand, Édouard Ducros des frères Louis et Casimir Raymond, du comte Amédée Armand l'un des fondateurs des mines de Gardanne par sa mère Leydet de Cornillon, beau-frère des Desbief (raffinerie de sucre Saint-Louis) par sa sœur Jeanne Alexis qui épouse Ernest Desbief courtier en sucres (petit fils de Paul Thoron de Raissac consul, fils de Gaspard Desbief assureur, frère de Paul Desbief président des raffineries et petit cousin du milliardaire américain  et politicien Peabody par Louise Thoron dont John Singer Sargent fit le portrait) il stoppa ses études de droit et refuse de reprendre l'étude notariale établie à Aix depuis 1481 pour monter à Paris et tenter sa chance dans la littérature. Archives PeyrotDesbiefAlexis.
Critique avisé du développement moderne et des mœurs de son époque, proche collaborateur d'Émile Zola, Henry Céard l'appelait l'« ombre de Zola » ; il signe des articles Trublot, nom dans Pot de Bouille, sur l'art et le théâtre, dans un style « argot populacier » plein d'humour, principalement dans le Cri du peuple sur les artistes indépendants.
Paul Cézanne l'a peint à plusieurs reprises dont un tableau le représentant en train de faire la lecture à Émile Zola : La Lecture de Paul Alexis chez Zola fait en plusieurs exemplaires en 1869 en souvenir de sa première entrevue avec Zola à Paris.
Amateur d'art, Paul Alexis possédait une riche collection dont joueurs de cartes d'après Caravage oeuvre qui se trouvait a Aix au domicile du cour Mirabeau, au moins 8 Cézanne avec une nature morte, des pommes, un exemplaire des joueurs de cartes, que le maître exécuta devant lui en 1891, des paysages selon Adolphe Tabarant, un coin d'atelier ou nature morte au panier , dite aussi coin de cuisine à la palette 1891 aujourd'hui au musée Orsay à Paris, quatre toiles offertes début 1892 lors de sa visite a Cézanne au Jas de Bouffan à Aix qu'admira Paul Signac, un dessin de l'Estaque que le peintre lui donna sur le motif en 1870, plusieurs Manet dont il fit un vibrant hommage, grue sur Seine 1884 de Paul Signac, présenté au salon de 1886 au 1, rue Laffitte à Paris. des Renoir etc ...Il aida Van Gogh lors de son exposition à Montmartre avant son départ pour Arles.Archives PeyrotDesbiefAlexis
Il fréquenta le café Guerbois, le café des artistes avec Sisley, Seurat, Pissarro, Lautrec, le cercle littéraire de la comtesse de Noailles avec Duranty et le Théâtre-Libre d'André Antoine.
En 1882, Guy de Maupassant lui dédie la nouvelle Un normand. Proche du monde ouvrier et membre du courant naturaliste français, il écrit une biographie d'Émile Zola : note d'un ami, qui détaille la vie de l'écrivain.
Il fait don de la collection de fossiles (provenant de la Sainte Victoire et de l'Estaque) de son père à la ville d'Aix; Archives PeyrotDesbiefAlexis [réf. nécessaire]. Il fit le lien entre Paul Cézanne et Émile Zola après la brouille consécutive à la parution de L'Œuvre.
Il épouse en 1883 Marie-Louise Virginie Monnier, une Normande, qu'il a rencontrée à Honfleur. Actif pendant l'affaire Dreyfus, devenu aveugle à cause d'un fort diabète, il est retrouvé mort dans sa maison de Levallois-Perret en juillet 1901. Son tombeau se trouve à Triel-sur-Seine où il possédait une maison de campagne. Il a eu trois filles, Edmée, morte jeune, Paule filleule de Zola et la dernière Marthe décédée en mai 1981 à Marseille, mineur au décès de son père, elle vécut aux côtés de sa tante Jeanne Desbief née Alexis au domaine de Bel Air aux Pinchinats au nord d 'Aix-en-Provence non loin de l'atelier des Lauves de Paul Cézanne qui leur rendait visite. Atelier qu'occupera Marcel Arnaud. Archives PeyrotDesbiefAlexis.

## Œuvre

### Romans et nouvelles
- Le Collage, éditions Henry Kistemaeckers, Bruxelles, 1883
- Le Besoin d'aimer, éditions Charpentier, Paris, 1885, Texte en ligne
- Un amour platonique, édition Librairie des publications, Paris, 1886 Texte en ligne
- L'Éducation amoureuse, éditions Charpentier, Paris, 1890, Texte en ligne
- Madame Meuriot, mœurs parisiennes, éditions Charpentier, Paris, 1890, Texte en ligne
- Vallobra, éditions Charpentier, Paris, 1901, Texte en ligne

### Nouvelles
- La Fin de Lucie Pellegrin. L'Infortune de M. Fraque. Les Femmes du père Lefèvre. Journal de M. Mure, éditions Gervais Charpentier, Paris, 1880, Texte en ligne
- Trente romans. Le Cœur. La Chair. L'Esprit, éditions Charpentier, Paris, 1885, Texte en ligne
- La Comtesse. Treize symboles. Quelques originaux (1897)

### Théâtres
- Celle qu'on n'épouse pas, comédie en 1 acte, en prose, Paris, Théâtre du Gymnase, 8 septembre 1879
- La Fin de Lucie Pellegrin, pièce en un acte, Paris, Théâtre-Libre, 15 juin 1888 Texte en ligne
- Les Frères Zemganno, pièce en 3 actes, en prose, d'après Edmond et Jules de Goncourt, avec Oscar Méténier, Paris, Théâtre-Libre, 25 février 1890
- Monsieur Betsy, comédie en 4 actes, en prose, avec Oscar Méténier, Paris, Théâtre des Variétés, 3 mars 1890
- Charles Demailly, pièce en 4 actes, en prose, d'après Edmond et Jules de Goncourt, avec Oscar Méténier, Paris, Théâtre du Gymnase, 19 décembre 1892
- La Provinciale, pièce en trois actes, avec Giuseppe Giacosa, Paris, Théâtre du Vaudeville, 6 octobre 1893

### Souvenirs et correspondance
- Émile Zola : notes d'un ami (1882) Texte en ligne
- P.-H. Bakker, « Naturalisme pas mort » : lettres inédites de Paul Alexis à Émile Zola, 1871-1900, University of Toronto Press, 1971[5]